# Communauté de communes Entre Beauce et Perche
La communauté de communes Entre Beauce et Perche est une structure intercommunale française, située dans le département d'Eure-et-Loir et la région Centre-Val de Loire.

## Historique
L'intercommunalité est issue de la fusion en 2016 des communautés de communes du pays de Combray et du pays Courvillois.
En octobre 2015, le Schéma de coopération intercommunale (SDCI) préconise en effet la fusion des deux communauté de communes car elles ne dépassaient pas 15 000 habitants, critère imposé par la loi NOTRe. Alors que beaucoup de fusions se sont réalisées le 1er janvier 2017, ce projet de fusion a été engagé antérieurement et a pu être effectif juridiquement au 1er janvier 2016 grâce à un arrêté pris le 10 décembre 2015,.
Les communes de Mottereau et Montigny-le-Chartif (issues de l'ancienne communauté de communes du Perche-Gouët) ont rejoint la communauté de communes Entre Beauce et Perche au 1er janvier 2017 en application du schéma départemental de coopération intercommunale arrêté le 9 février 2016.
Le 1er janvier 2018, les communes d'Ermenonville-la-Grande et de Sandarville rejoignent Chartres Métropole.

## Territoire communautaire

### Géographie
Située au centre-ouest du département d'Eure-et-Loir, la communauté de communes Entre Beauce et Perche regroupe 33 communes administre un territoire principalement rural et touristique de 438 km2 localisé à moins d’une heure et demie de Paris, aux portes de l’agglomération Chartraine
Elle dispose de plusieurs zones d'activité, et notamment comprenant un espace de plus de 60 hectares à la sortie de l’échangeur autoroutier d’Illiers-Combray sur l’Autoroute A11,.

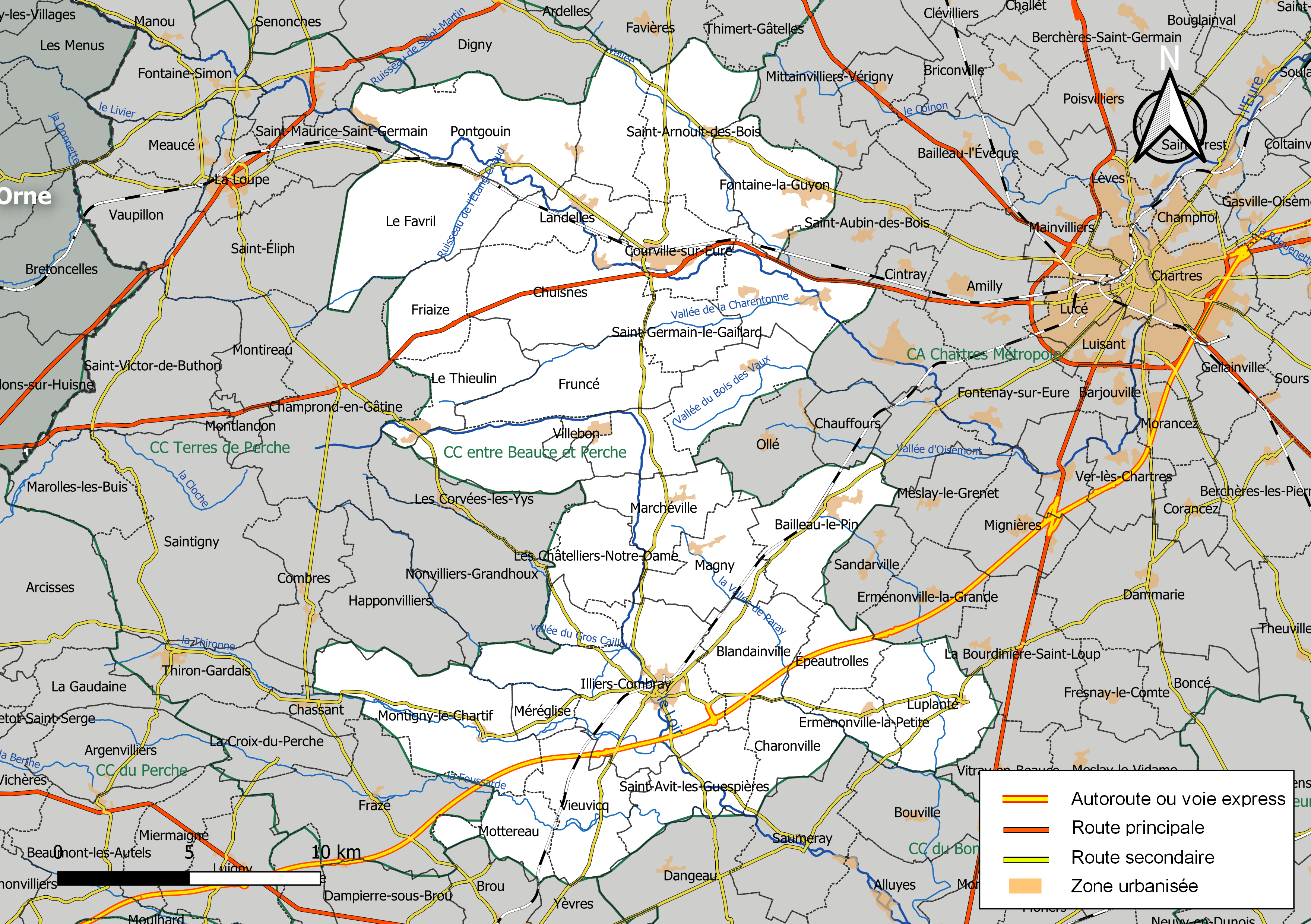
Carte de la communauté de communes Entre Beauce et Perche au 1er janvier 2019.

### Composition

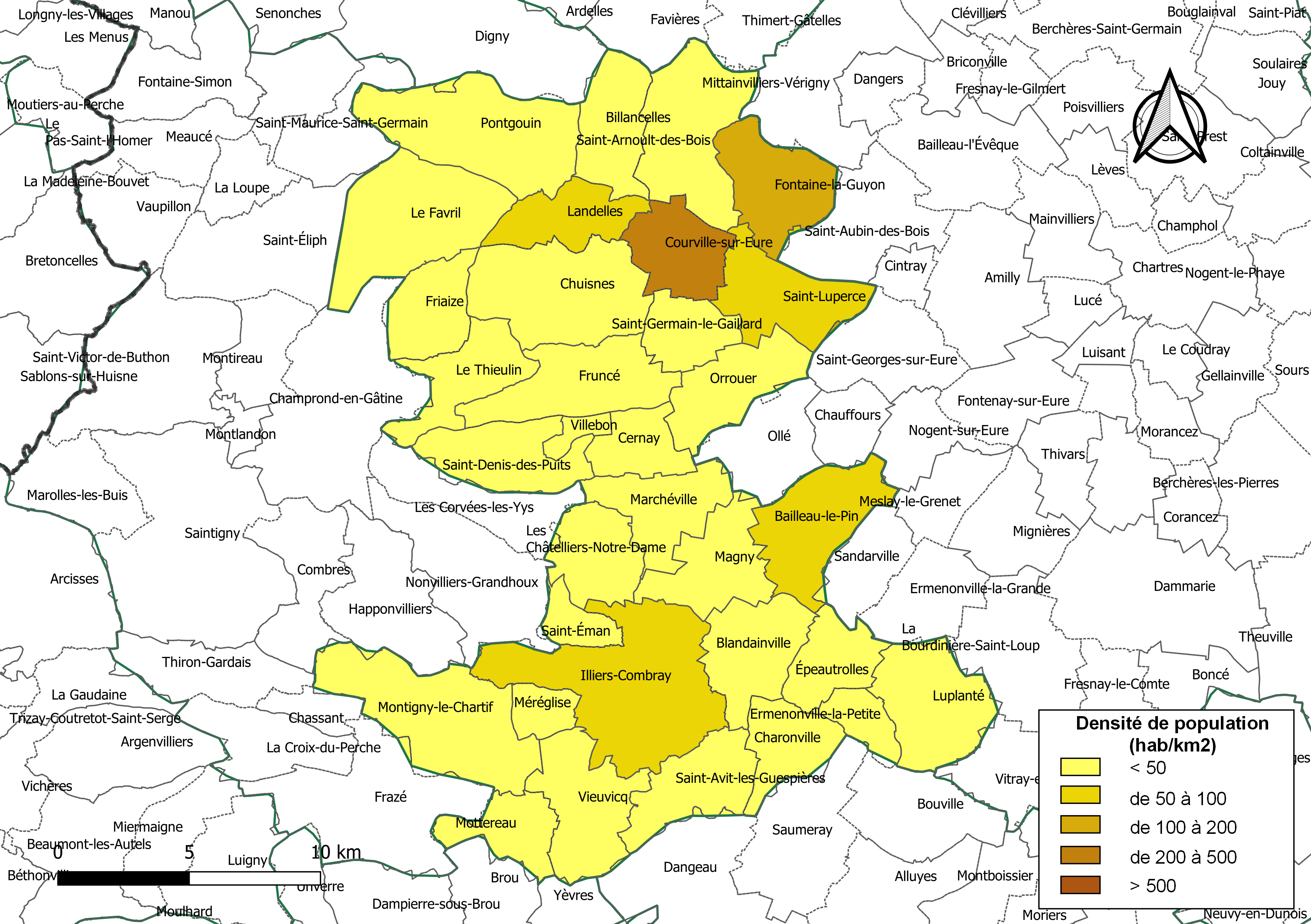
Carte des densités de population (millésimée 2016) des communes de la communauté de communes Entre Beauce et Perche. Composition en communes au 1er janvier 2019.

En 2023, la communauté de communes est composée des 33 communes suivantes :

| Nom                        | Code Insee | Gentilé           | Superficie (km2) | Population (dernière pop. légale) | Densité (hab./km2) |
| -------------------------- | ---------- | ----------------- | ---------------- | --------------------------------- | ------------------ |
| Illiers-Combray (siège)    | 28196      | Islériens         | 33,6             | 3 228 (2022)                      | 96                 |
| Bailleau-le-Pin            | 28021      | Baillolais        | 16,54            | 1 645 (2022)                      | 99                 |
| Billancelles               | 28040      | Billancellois     | 11,95            | 314 (2022)                        | 26                 |
| Blandainville              | 28041      | Blandainvillains  | 13,68            | 282 (2022)                        | 21                 |
| Cernay                     | 28067      |                   | 7,89             | 83 (2022)                         | 11                 |
| Charonville                | 28081      | Charonvillois     | 9,66             | 298 (2022)                        | 31                 |
| Les Châtelliers-Notre-Dame | 28091      | Castellariens     | 10,87            | 149 (2022)                        | 14                 |
| Chuisnes                   | 28099      | Chuisnois         | 22,98            | 1 123 (2022)                      | 49                 |
| Courville-sur-Eure         | 28116      | Courvillois       | 11,13            | 2 802 (2022)                      | 252                |
| Épeautrolles               | 28139      | Speltérollitains  | 9,31             | 169 (2022)                        | 18                 |
| Ermenonville-la-Petite     | 28142      |                   | 5,12             | 189 (2022)                        | 37                 |
| Le Favril                  | 28148      | Favrilois         | 23,8             | 365 (2022)                        | 15                 |
| Fontaine-la-Guyon          | 28154      | Guidofontanais    | 14,59            | 1 675 (2022)                      | 115                |
| Friaize                    | 28166      | Friaizois         | 10,53            | 261 (2022)                        | 25                 |
| Fruncé                     | 28167      | Fruncéens         | 16,97            | 378 (2022)                        | 22                 |
| Landelles                  | 28203      | Landellois        | 10,35            | 631 (2022)                        | 61                 |
| Luplanté                   | 28222      | Luplantéens       | 16,65            | 387 (2022)                        | 23                 |
| Magny                      | 28225      | Magnycois         | 13,03            | 652 (2022)                        | 50                 |
| Marchéville                | 28234      | Marchévillois     | 12,38            | 506 (2022)                        | 41                 |
| Méréglise                  | 28242      | Méréglisiens      | 4,41             | 106 (2022)                        | 24                 |
| Montigny-le-Chartif        | 28261      | Montignois        | 25,96            | 590 (2022)                        | 23                 |
| Mottereau                  | 28272      | Mottérois         | 8,79             | 152 (2022)                        | 17                 |
| Orrouer                    | 28290      |                   | 13,25            | 282 (2022)                        | 21                 |
| Pontgouin                  | 28302      | Gonipontins       | 25,16            | 1 117 (2022)                      | 44                 |
| Saint-Arnoult-des-Bois     | 28324      | Saint-Arnolphiens | 20,67            | 895 (2022)                        | 43                 |
| Saint-Avit-les-Guespières  | 28326      |                   | 12,64            | 347 (2022)                        | 27                 |
| Saint-Denis-des-Puits      | 28333      |                   | 13,53            | 150 (2022)                        | 11                 |
| Saint-Éman                 | 28336      | Émanois           | 4,6              | 94 (2022)                         | 20                 |
| Saint-Germain-le-Gaillard  | 28339      | Saint-Germinais   | 8,13             | 372 (2022)                        | 46                 |
| Saint-Luperce              | 28350      |                   | 14,35            | 994 (2022)                        | 69                 |
| Le Thieulin                | 28385      | Thieulinois       | 11,71            | 427 (2022)                        | 36                 |
| Vieuvicq                   | 28409      | Vieuvicquois      | 15,62            | 445 (2022)                        | 28                 |
| Villebon                   | 28414      | Villebonnais      | 2,16             | 56 (2022)                         | 26                 |

### Démographie
| 1968   | 1975   | 1982   | 1990   | 1999   | 2009   | 2014   | 2020   |
| ------ | ------ | ------ | ------ | ------ | ------ | ------ | ------ |
| 23 148 | 22 159 | 21 840 | 22 170 | 22 925 | 24 821 | 25 590 | 24 973 |

## Administration

### Siège
Le siège de la communauté de communes est situé à Illiers-Combray, 15 Rue Philebert Poulain.

### Élus
La communauté de communes est administrée par son conseil communautaire, composé pour la mandature 2020-2026  de 55 conseillers municipaux représentant chacune des  communes membres et répartis en fonction de leur population.
Au terme des élections municipales de 2020 en Eure-et-Loir, le conseil communautaire renouvelé a réélu son président, Philippe Schmit, maire du Thieulin, et désigné ses 7 vice-présidents qui sont, en 2023 : 
1. Hervé Buisson, maire de Courville-sur-Eure, chargé du développement économique ;
2. Martial Lochon, maire de Bailleau-le-Pin, chargé de l’aménagement du territoir ;
3. Véronique Thiboust, maire-adjointe de Fontaine-la-Guyon, chargée du service à la population ;
4. Bruno Taranne, maire d’Épeautrolles, chargé de l’environnement ;
5. John Billard, maire du Favril, chargé des relations institutionnelles et de la communication ;
6. Patrick Martin, maire de Mottereau chargé de l’assainissement non collectif ;
7. Jacques Maupu,  maire de Chuisnes, chargé des finances.

Le bureau communautaire est constitué pour la mandature 2020-2026 du président, des 7 vice-présidents et de 6 autres membres, dont la conseillère es-qualité du président.

### Liste des présidents
| Période       | Période                        | Identité        | Étiquette | Qualité |
| ------------- | ------------------------------ | --------------- | --------- | --- |
| décembre 2015 | En cours (au 1er octobre 2023) | Philippe Schmit | DVD       | Agriculteur Maire du Thieulin (2001 → ) Président de la CC du pays Courvillois (2012 → 2016) Réélu pour le mandat 2020-2026 |

### Compétences
La communauté de communes exerce les compétences qui lui ont été transférées par les communes membres, dans les conditions déterminées par le code général des collectivités territoriales. Il s'agit de : 
- Aménagement de l’espace
- Développement économique
- Aménagement, entretien et gestion des aires d’accueil des gens du voyage
- Collecte et traitement des déchets des ménages et déchets assimilés
- Action sociale / service à la population
- Mobilité
- Maison de santé pluridisciplinaire
- Assainissement
- Eau potable
- Culture, sport
- Service Public des réseaux et services locaux de communication électroniques
- Cadastre et cartographie
- Contractualisation
- Études générales
- Aménagement rural
- Service départemental d’incendie et de secours
- Éolien
- Gares
- Protection et mise en valeur de l’environnement
- Politique du logement et du cadre de vie
- Création, aménagement et entretien de la voirie
- Construction, entretien et fonctionnement d’équipements culturels et sportifs…

### Régime fiscal et budget
La communauté de communes est un établissement public de coopération intercommunale à fiscalité propre.
Afin de financer l'exercice de ses compétences, l'intercommunalité perçoit la fiscalité professionnelle unique (FPU) – qui a succédé à la taxe professionnelle unique (TPU) – et assure une péréquation de ressources entre les communes résidentielles et celles dotées de zones d'activité.
Elle collecte également la taxe d'enlèvement des ordures ménagères (TEOM), qui finance ce service public.
L'intercommunalité ne reverse pas de dotation de solidarité communautaire (DSC) à ses communes membres.

## Projets et réalisations
Conformément aux dispositions légales, une communauté de communes a pour objet d'associer des « communes au sein d'un espace de solidarité, en vue de l'élaboration d'un projet commun de développement et d'aménagement de l'espace ».